# 藍士博
藍士博（1982年12月15日—)，台灣獨立運動人士，現任二二八事件紀念基金會執行長、史明文物館館長。曾任台灣基進桃園市黨部執行長、桃園市市長鄭文燦市長室秘書、桃園市政府青年事務局公共參與科專員。

## 早年
藍士博就讀五專時因對台灣文學感興趣，遂決意報考台灣文學系，但後考上國立臺灣大學中國文學系。除學術研究外，他也投入社會運動，為臺灣大學濁水溪社復社成員，曾參與野草莓運動與太陽花學運。
在碩士畢業前，他採訪史明並出版《史明口述史》，該書在2014年第三十八屆金鼎獎非文學圖書類獎。畢業後，他曾開過咖啡聽，也創立了紀念228事件的共生音樂節。

## 從政
藍士博於2015年3月宣布參選桃園市第四選舉區立法委員，但在5月時民主進步黨提名鄭寶清參選，他稱為避免分裂而退選，但也感嘆於素人、青年參政的困難。
2021年9月20日，史明教育基金會史明文物館開幕，藍士博為史明教育基金會董事兼史明文物館首任館長。
他於2021年10月宣布於2022年九合一選舉代表台灣基進參選桃園市議員，後落選。
2023年9月15日，接任二二八事件紀念基金會執行長。

## 選舉紀錄
| 年度 | 選舉屆數             | 選舉區           | 所屬政黨 | 得票數 | 得票率 | 當選標記 | 備註 |
| ---- | -------------------- | ---------------- | -------- | ------ | ------ | -------- | ---- |
| 2022 | 第三屆桃園市議員選舉 | 桃園市第一選舉區 | 台灣基進 | 5,995  | 2.9%   |          |      |

## 外部連結
- 藍士博的Facebook專頁
- YouTube上的藍士博頻道